# Сузан (лунный кратер)

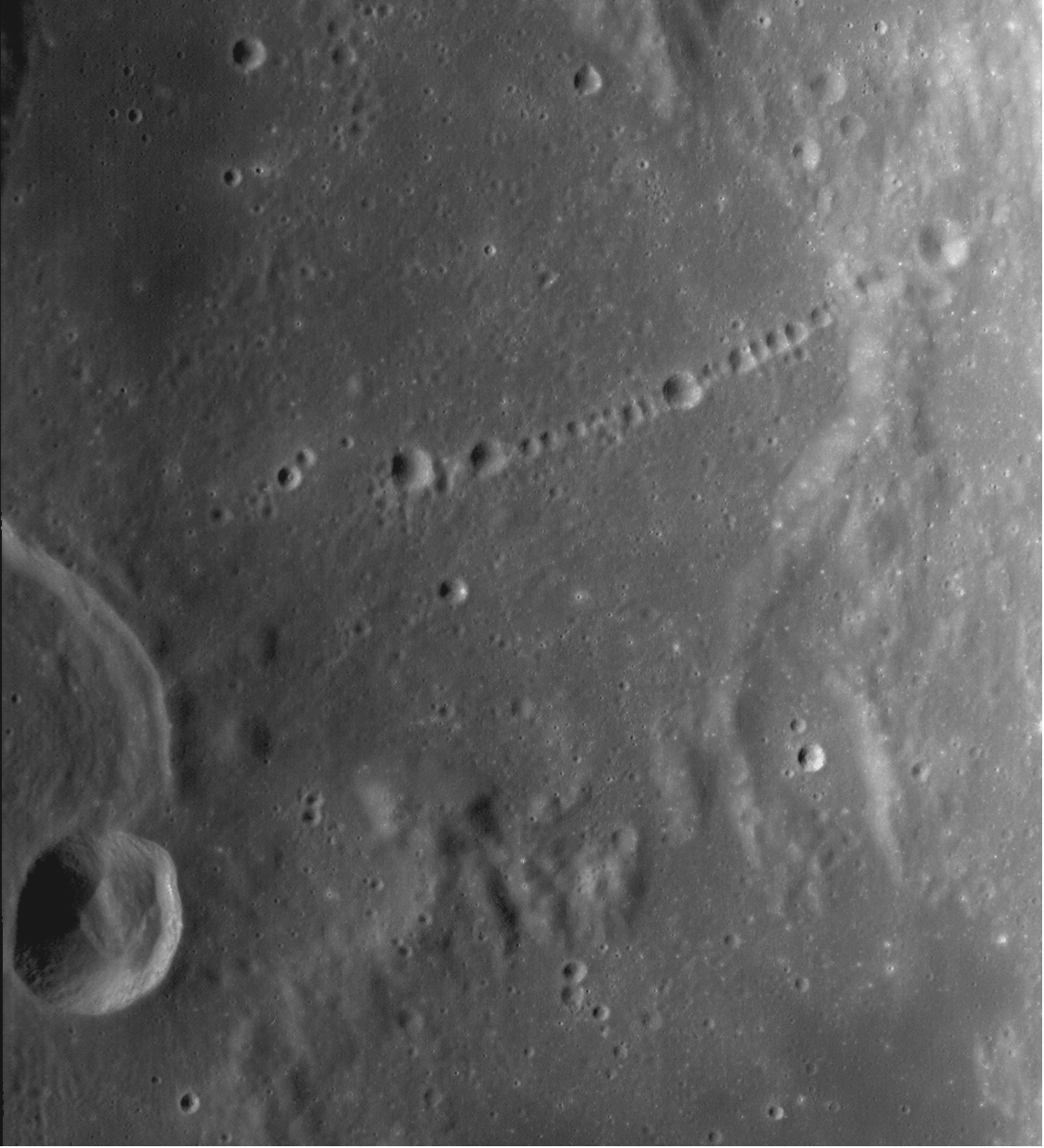
Цепочка кратеров Дэви — снимок зонда Lunar Reconnaissance Orbiter.

Кратер Сузан (лат. Susan) — маленький ударный кратер на видимой стороне Луны, входящий в состав цепочки кратеров Дэви на восточной окраине моря Облаков. Название дано по английскому женскому имени, утверждено Международным астрономическим союзом в 1976 г.

## Описание кратера
В цепочку кратеров Дэви входят также кратеры Алан, Делия, Присцилла, Осман и Гарольд. Кроме этого, ближайшими соседями кратера являются кратер Пализа на севере; кратер Птолемей на северо-востоке; кратер Альфонс на юго-востоке; кратер Дэви на юго-западе. Селенографические координаты центра кратера — 11°00′ ю. ш. 6°18′ з. д. / 11° ю. ш. 6,3° з. д., диаметр — 0,9 км, глубина — 0,13 км.
Кратер имеет почти правильную циркулярную чашеобразную форму. Юго-западный и северо-восточный участки вала спрямлены соседними импактами. Высота вала над окружающей местностью составляет 40 м, объем кратера составляет приблизительно 0,04 км³.

## Сателлитные кратеры
Отсутствуют.